# 隆街镇
隆街镇是中国广东省河源市连平县下辖的一个镇，位于连平县南部。辖区总面积274平方公里，下辖1个社区20个村，总人口4.36万人。

## 行政区划
隆街镇下辖以下村级行政区划单位
社区、立新村、古石村、东坑村、贵岭村、沐河村、龙埔村、岑告村、隆兴村、镇南村、隆东村、隆河村、东埔村、梅洞村、三坑村、百叟村、双头村、沙心村、长沙村、径头村和沙圳村。